# Ali Baba
Ali Baba è una via lunga di arrampicata sportiva sulla Paroi Derobée di Aiglun aperta da Philippe Mussatto e Benoit Peyronnard nel febbraio 2004 in cinque giorni e liberata dallo stesso nel maggio 2004.
È una delle vie lunghe d'arrampicata sportiva più difficili della Francia, con sei tiri su otto uguali o superiori all'8a.

## Salite
- Philippe Mussatto - febbraio 2004 - Prima salita
- Philippe Mussatto - 1º maggio 2004 - Prima salita in libera[1]
- Adam Ondra - 2008 - Seconda salita, tutta a vista a parte una caduta sul settimo tiro di 8a[2]
- Arnaud Petit - 2010 - Terza salita[3]
- Nina Caprez - 16 agosto 2010 - Quarta salita e prima femminile[4]
- Mathieu Bouyoud - giugno 2011 - Quinta salita accompagnato da Daniel Du Lac[5]
- Gérome Pouvreau e Florence Pinet - agosto 2012 - Pouvreau realizza la prima salita a vista e Pinet la seconda femminile.[6]